# Pave Nikolaus 2.
Nikolaus 2. (død 27. juli 1061) (1059—61) var kendt som Gerhard fra Burgund. Han blev valgt af kardinalerne ved et møde i Siena 28. december 1058 og blev indsat den følgende måned. Han havde en modpave, Benedikt 10., som imidlertid hurtigt underkastede sig. 1059 holdt Nikolaus en påskesynode i Rom, ved hvilken lejlighed Berengar af Tours blev tvunget til at tilbagekalde sin nadverlære. Navnlig er denne synode dog betydningsfuld, fordi den traf forskellige vigtige bestemmelser vedrørende pavevalget. Dette blev lagt i hænderne på kardinalerne, og kejseren skulle kun have sanktionsret over for den af kardinalerne valgte. På en synode i Melfi i 1059 anerkendte Nikolaus Robert Guiscard som hertug over Apulien, Calabrien og Sicilien og Richard Drengot som fyrste af Capua, mod til gengæld at få væbnet hjælp fra deres normanniske riddere.